# Mallotus thorelii
Mallotus thorelii är en törelväxtart som beskrevs av François Gagnepain. Mallotus thorelii ingår i släktet Mallotus och familjen törelväxter. Inga underarter finns listade i Catalogue of Life.